# Godljevo
Godljevo (em cirílico: Годљево) é uma vila da Sérvia localizada no município de Kosjerić, pertencente ao distrito de Zlatibor. A sua população era de 257 habitantes segundo o censo de 2011.

## Demografia
| 1948 | 1953 | 1961 | 1971 | 1981 | 1991 | 2002 | 2011 |
| ---- | ---- | ---- | ---- | ---- | ---- | ---- | ---- |
| 698  | 683  | 626  | 508  | 412  | 371  | 348  | 257  |